# Màxims golejadors de la lliga escocesa de futbol
Llista amb els màxims golejadors de la lliga escocesa de futbol.

## Historial
| Temporada | Jugador (Club)                                                           | Gols                                               |
| --------- | ------------------------------------------------------------------------ | -------------------------------------------------- |
| 1890-91   | Jack Bell (Dumbarton)                                                    | 20                                                 |
| 1891-92   | Jack Bell (Dumbarton)                                                    | 23                                                 |
| 1892-93   | Sandy McMahon (Celtic) John Campbell (Celtic)                            | 11                                                 |
| 1893-94   | Sandy McMahon (Celtic)                                                   | 16                                                 |
| 1894-95   | James Miller (Clyde)                                                     | 12                                                 |
| 1895-96   | Allan Martin (Celtic)                                                    | 19                                                 |
| 1896-97   | Willie Taylor (Heart of Midlothian)                                      | 12                                                 |
| 1897-98   | Robert Hamilton (Rangers)                                                | 18                                                 |
| 1898-99   | Robert Hamilton (Rangers)                                                | 25                                                 |
| 1899-1900 | Robert Hamilton (Rangers) William Michael (Heart of Midlothian)          | 15                                                 |
| 1900-01   | Robert Hamilton (Rangers)                                                | 20                                                 |
| 1901-02   | William Maxwell (Third Lanark)                                           | 10                                                 |
| 1902-03   | David Reid (Hibernian)                                                   | 14                                                 |
| 1903-04   | Robert Hamilton (Rangers)                                                | 28                                                 |
| 1904-05   | Robert Hamilton (Rangers) Jimmy Quinn (Celtic)                           | 19                                                 |
| 1905-06   | Jimmy Quinn (Celtic)                                                     | 20                                                 |
| 1906-07   | Jimmy Quinn (Celtic)                                                     | 29                                                 |
| 1907-08   | Jock Simpson (Falkirk)                                                   | 32                                                 |
| 1908-09   | John Hunter (Dundee)                                                     | 29                                                 |
| 1909-10   | Jimmy Quinn (Celtic) Jock Simpson (Falkirk)                              | 24                                                 |
| 1910-11   | Willie Reid (Rangers)                                                    | 38                                                 |
| 1911-12   | Willie Reid (Rangers)                                                    | 33                                                 |
| 1912-13   | James Reid (Airdrieonians)                                               | 30                                                 |
| 1913-14   | James Reid (Airdrieonians)                                               | 27                                                 |
| 1914-15   | Tom Gracie (Heart of Midlothian) James Richardson (Ayr United)           | 29                                                 |
| 1915-16   | James McColl (Celtic)                                                    | 34                                                 |
| 1916-17   | Bert Yarnall (Airdrieonians)                                             | 39                                                 |
| 1917-18   | Hughie Ferguson (Motherwell)                                             | 35                                                 |
| 1918-19   | David McLean (Rangers)                                                   | 29                                                 |
| 1919-20   | Hughie Ferguson (Motherwell)                                             | 33                                                 |
| 1920-21   | Hughie Ferguson (Motherwell)                                             | 43                                                 |
| 1921-22   | Duncan Walker (St. Mirren)                                               | 45                                                 |
| 1922-23   | Jock White (Heart of Midlothian)                                         | 30                                                 |
| 1923-24   | David Halliday (Dundee)                                                  | 38                                                 |
| 1924-25   | William Devlin (Cowdenbeath)                                             | 33                                                 |
| 1925-26   | William Devlin (Cowdenbeath)                                             | 40                                                 |
| 1926-27   | Jimmy McGrory (Celtic)                                                   | 49                                                 |
| 1927-28   | Jimmy McGrory (Celtic)                                                   | 47                                                 |
| 1928-29   | Evelyn Morrison (Falkirk)                                                | 43                                                 |
| 1929-30   | Benny Yorston (Aberdeen)                                                 | 38                                                 |
| 1930-31   | Barney Battles, Jr. (Heart of Midlothian)                                | 44                                                 |
| 1931-32   | Willie MacFadyen (Motherwell)                                            | 52                                                 |
| 1932-33   | Willie MacFadyen (Motherwell)                                            | 45                                                 |
| 1933-34   | Jimmy Smith (Rangers)                                                    | 41                                                 |
| 1934-35   | Jimmy Smith (Rangers)                                                    | 36                                                 |
| 1935-36   | Jimmy McGrory (Celtic)                                                   | 50                                                 |
| 1936-37   | David Wilson (Hamilton Academical)                                       | 34                                                 |
| 1937-38   | Andy Black (Heart of Midlothian)                                         | 40                                                 |
| 1938-39   | Alex Venters (Rangers)                                                   | 35                                                 |
| 1939-1946 | La lliga es va suspendre per la II Guerra Mundial.                       | La lliga es va suspendre per la II Guerra Mundial. |
| 1946-47   | Bobby Mitchell (Third Lanark)                                            | 22                                                 |
| 1947-48   | Archie Aikman (Falkirk)                                                  | 20                                                 |
| 1948-49   | Alex Stott (Dundee)                                                      | 30                                                 |
| 1949-50   | Willie Bauld (Heart of Midlothian)                                       | 30                                                 |
| 1950-51   | Lawrie Reilly (Hibernian)                                                | 22                                                 |
| 1951-52   | Lawrie Reilly (Hibernian)                                                | 27                                                 |
| 1952-53   | Lawrie Reilly (Hibernian) Charlie Fleming (East Fife)                    | 30                                                 |
| 1953-54   | Jimmy Wardhaugh (Heart of Midlothian)                                    | 27                                                 |
| 1954-55   | Willie Bauld (Heart of Midlothian)                                       | 21                                                 |
| 1955-56   | Jimmy Wardhaugh (Heart of Midlothian)                                    | 28                                                 |
| 1956-57   | Hugh Baird (Airdrieonians)                                               | 33                                                 |
| 1957-58   | Jimmy Wardhaugh (Heart of Midlothian) Jimmy Murray (Heart of Midlothian) | 28                                                 |
| 1958-59   | Joe Baker (Hibernian)                                                    | 25                                                 |
| 1959-60   | Joe Baker (Hibernian)                                                    | 42                                                 |
| 1960-61   | Alex Harley (Third Lanark)                                               | 42                                                 |
| 1961-62   | Alan Gilzean (Dundee)                                                    | 24                                                 |
| 1962-63   | Jimmy Millar (Rangers)                                                   | 27                                                 |
| 1963-64   | Alan Gilzean (Dundee)                                                    | 32                                                 |
| 1964-65   | Jim Forrest (Rangers)                                                    | 30                                                 |
| 1965-66   | Joe McBride (Celtic) Alex Ferguson (Dunfermline)                         | 31                                                 |
| 1966-67   | Stevie Chalmers (Celtic)                                                 | 21                                                 |
| 1967-68   | Bobby Lennox (Celtic)                                                    | 32                                                 |
| 1968-69   | Kenny Cameron (Dundee United)                                            | 26                                                 |
| 1969-70   | Colin Stein (Rangers)                                                    | 24                                                 |
| 1970-71   | Harry Hood (Celtic)                                                      | 22                                                 |
| 1971-72   | Joe Harper (Aberdeen)                                                    | 33                                                 |
| 1972-73   | Alan Gordon (Hibernian)                                                  | 27                                                 |
| 1973-74   | Dixie Deans (Celtic)                                                     | 26                                                 |
| 1974-75   | Andy Gray (Dundee United) Willie Pettigrew (Motherwell)                  | 20                                                 |
| 1975-76   | Kenny Dalglish (Celtic)                                                  | 24                                                 |
| 1976-77   | Willie Pettigrew (Motherwell)                                            | 21                                                 |
| 1977-78   | Derek Johnstone (Rangers)                                                | 25                                                 |
| 1978-79   | Andy Ritchie (Morton)                                                    | 22                                                 |
| 1979-80   | Doug Somner (St. Mirren)                                                 | 25                                                 |
| 1980-81   | Frank McGarvey (Celtic)                                                  | 23                                                 |
| 1981-82   | George McCluskey (Celtic)                                                | 21                                                 |
| 1982-83   | Charlie Nicholas (Celtic)                                                | 29                                                 |
| 1983-84   | Brian McClair (Celtic)                                                   | 23                                                 |
| 1984-85   | Frank McDougall (Aberdeen)                                               | 22                                                 |
| 1985-86   | Ally McCoist (Rangers)                                                   | 24                                                 |
| 1986-87   | Brian McClair (Celtic)                                                   | 35                                                 |
| 1987-88   | Tommy Coyne (Dundee)                                                     | 33                                                 |
| 1988-89   | Mark McGhee (Celtic) Charlie Nicholas (Aberdeen)                         | 16                                                 |
| 1989-90   | John Grant Robertson (Heart of Midlothian)                               | 17                                                 |
| 1990-91   | Tommy Coyne (Celtic)                                                     | 18                                                 |
| 1991-92   | Ally McCoist (Rangers)                                                   | 34                                                 |
| 1992-93   | Ally McCoist (Rangers)                                                   | 34                                                 |
| 1993-94   | Mark Hateley (Rangers)                                                   | 22                                                 |
| 1994-95   | Tommy Coyne (Motherwell)                                                 | 16                                                 |
| 1995-96   | Pierre van Hooijdonk (Celtic)                                            | 26                                                 |
| 1996-97   | Jorge Cadete (Celtic)                                                    | 25                                                 |
| 1997-98   | Marco Negri (Rangers)                                                    | 32                                                 |
| 1998-99   | Henrik Larsson (Celtic)                                                  | 29                                                 |
| 1999-2000 | Mark Viduka (Celtic)                                                     | 25                                                 |
| 2000-01   | Henrik Larsson (Celtic)                                                  | 35                                                 |
| 2001-02   | Henrik Larsson (Celtic)                                                  | 29                                                 |
| 2002-03   | Henrik Larsson (Celtic)                                                  | 28                                                 |
| 2003-04   | Henrik Larsson (Celtic)                                                  | 30                                                 |
| 2004-05   | John Hartson (Celtic)                                                    | 25                                                 |
| 2005-06   | Kris Boyd (Kilmarnock, Rangers)                                          | 32                                                 |
| 2006-07   | Kris Boyd (Rangers)                                                      | 20                                                 |
| 2007-08   | Scott McDonald (Celtic)                                                  | 25                                                 |
| 2008-09   | Kris Boyd (Rangers)                                                      | 27                                                 |
| 2009-10   | Kris Boyd (Rangers)                                                      | 23                                                 |
| 2010-11   | Kenny Miller (Rangers)                                                   | 21                                                 |
| 2011-12   | Gary Hooper (Celtic)                                                     | 24                                                 |
| 2012-13   | Michael Higdon (Motherwell)                                              | 26                                                 |
| 2013-14   | Kris Commons (Celtic)                                                    | 27                                                 |
| 2014-15   | Adam Rooney (Aberdeen)                                                   | 18                                                 |
| 2015-16   | Leigh Griffiths (Celtic)                                                 | 31                                                 |
| 2016-17   | Liam Boyce (Ross County)                                                 | 23                                                 |
| 2017-18   | Kris Boyd (Kilmarnock)                                                   | 18                                                 |